# Naturschutzgebiet Eschbachtal
Das Naturschutzgebiet Eschbachtal liegt nördlich von Pohlhausen in der Stadt Wermelskirchen im Rheinisch-Bergischen Kreis.

## Beschreibung
Das Naturschutzgebiet umfasst einen etwa 1,5 Kilometer langen Abschnitt des Eschbaches und seiner linksseitigen Aue zwischen Schlepenpohl im Osten und Heienbrucherhammer im Westen. Südlich grenzt es an das Naturschutzgebiet Orchideenwiese bei Heintjeshammer.

## Schutzzwecke
Die Schutzausweisung ist zur Erhaltung und Entwicklung eines teilweise naturnahen Bachtales mit Auenwaldresten, Grünland und Feucht- und Nassgrünlandresten, zur Verwirklichung eines kreisübergreifenden Biotopverbundes sowie zum Schutz, zur Pflege und zur Entwicklung der an diese Lebensräume gebundenen Lebensgemeinschaften von Pflanzen und Tieren erfolgt. Im Einzelnen wurden folgende Schutzzwecke festgesetzt:
- Sicherung der Funktion als Biotopverbundfläche von herausragender Bedeutung als Verbindungsfläche und mit Verbindungselementen,
- Erhaltung und Entwicklung des Landschaftsraumes in seiner besonderen Eigenart, Seltenheit und hervorragenden Schönheit,
- Schutz, Pflege und Entwicklung des Bachtals mit Auwald-, Grünland- und Feucht- und Nassgrünlandresten sowie der dem Standort angepassten und seltenen Tier- und Pflanzenarten,
- Erhaltung und Entwicklung von Lebensstätten, Biotopen oder Lebensgemeinschaften bestimmter wildlebender, charakteristischer und bemerkenswerter Tier- oder Pflanzenarten,
- Erhaltung und Sicherung der geschützten Biotope: Seggen- und binsenreiche Nasswiesen,
- Schutz, Pflege und Entwicklung eines durch die historisch-industrielle Nutzung der Wasserkraft überprägten Auentales, mit den dazugehörigen Teichen und Mühlenzuläufen, Gräben sowie feuchten Grünlandbiotopen.

### Verbote
Zur Erreichung und Erhaltung der Schutzzwecke ist zusätzlich zu den allgemeinen Schutzvorschriften verboten, den Grundwasserspiegel zu verändern oder Bewässerungs-, Entwässerungs- oder andere den Wasserhaushalt verändernde Maßnahme vorzunehmen.

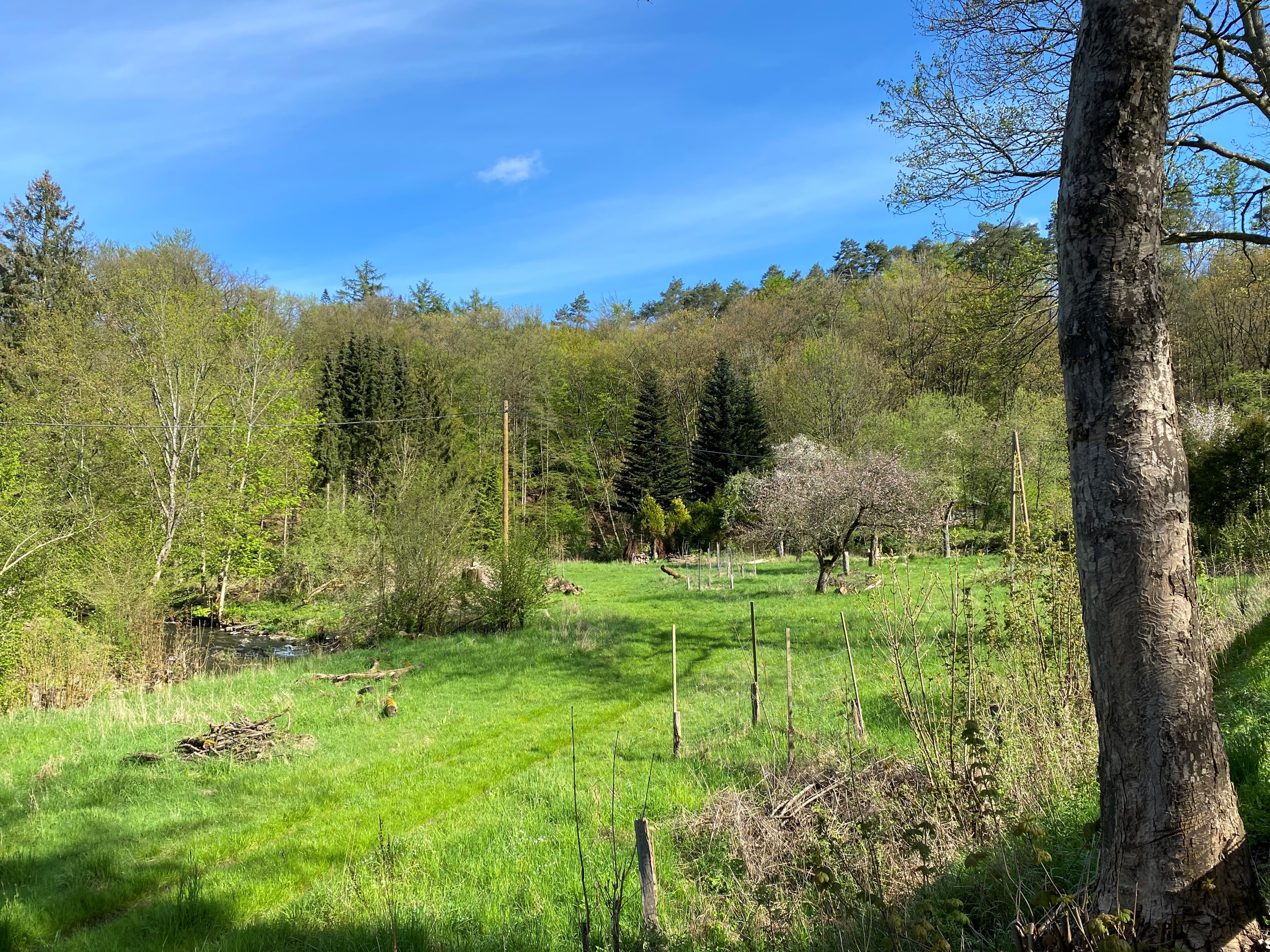
Streuobstwiese am Eschbachufer mit blühendem Apfelbaum bei Heintjeshammer
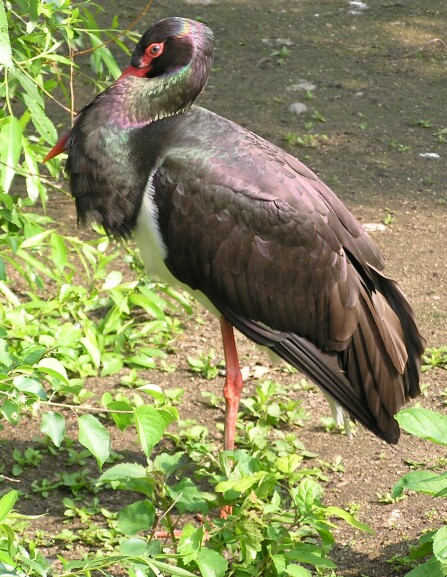
Schwarzstorch (Ciconia nigra) - am Eschbach bei Heintjeshammer öfter zu sehen
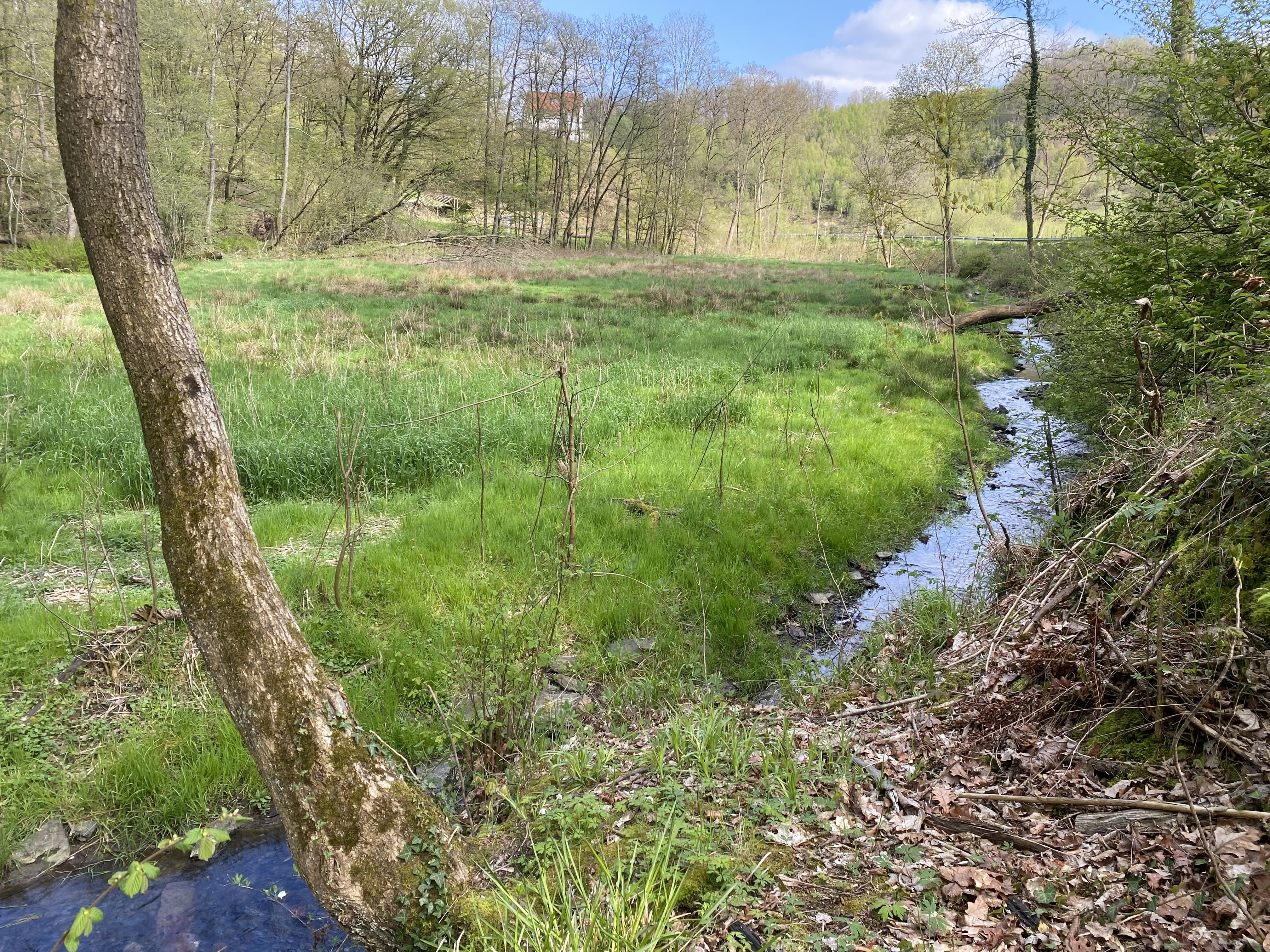
Eschbachaue b. Heintjeshammer mit Obergraben Zurmühle
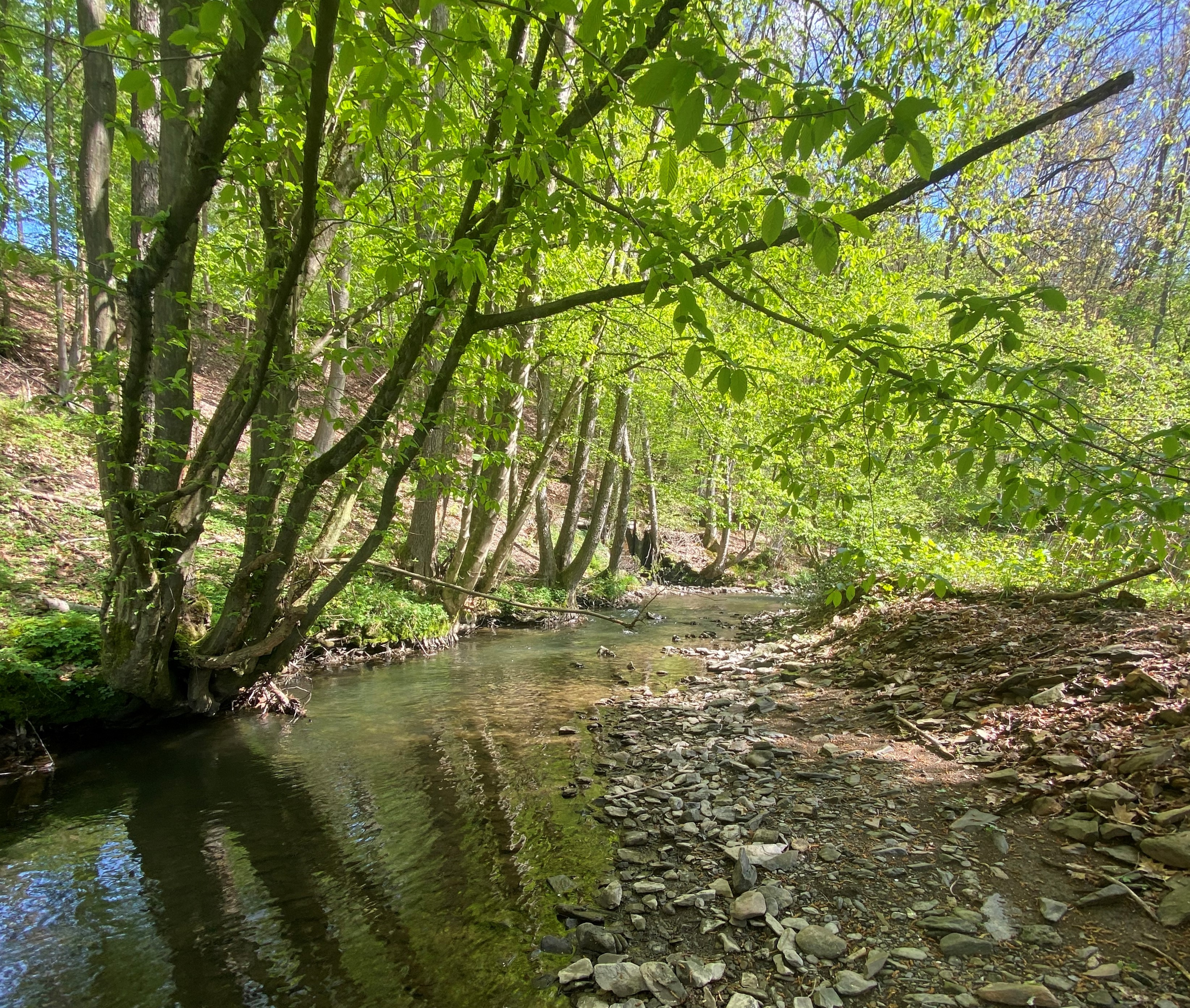
Eschbach bei Heintjeshammer (links NSG RS-014 - rechts NSG GL-042)
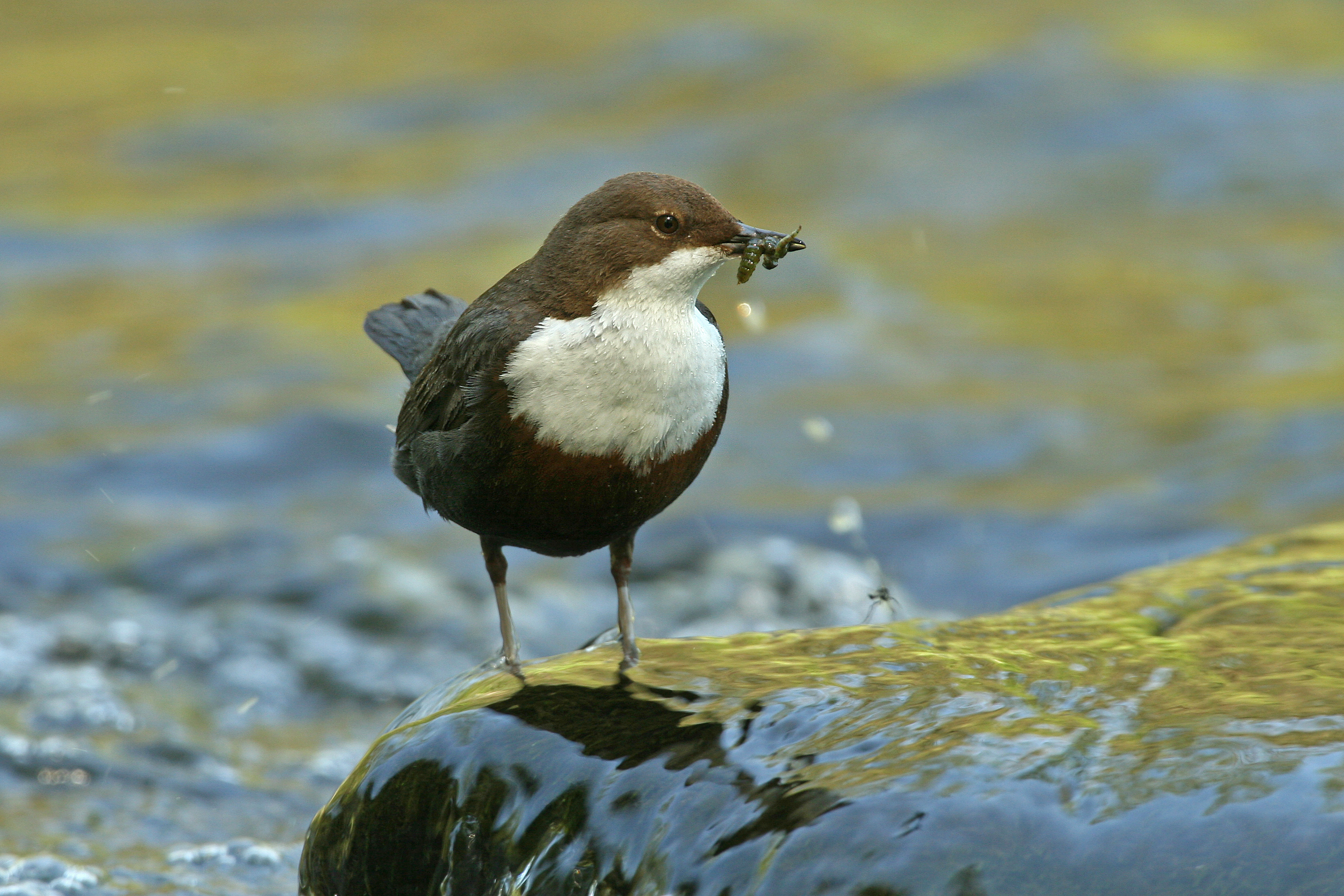
Wasseramsel (Cinclus cinclus)
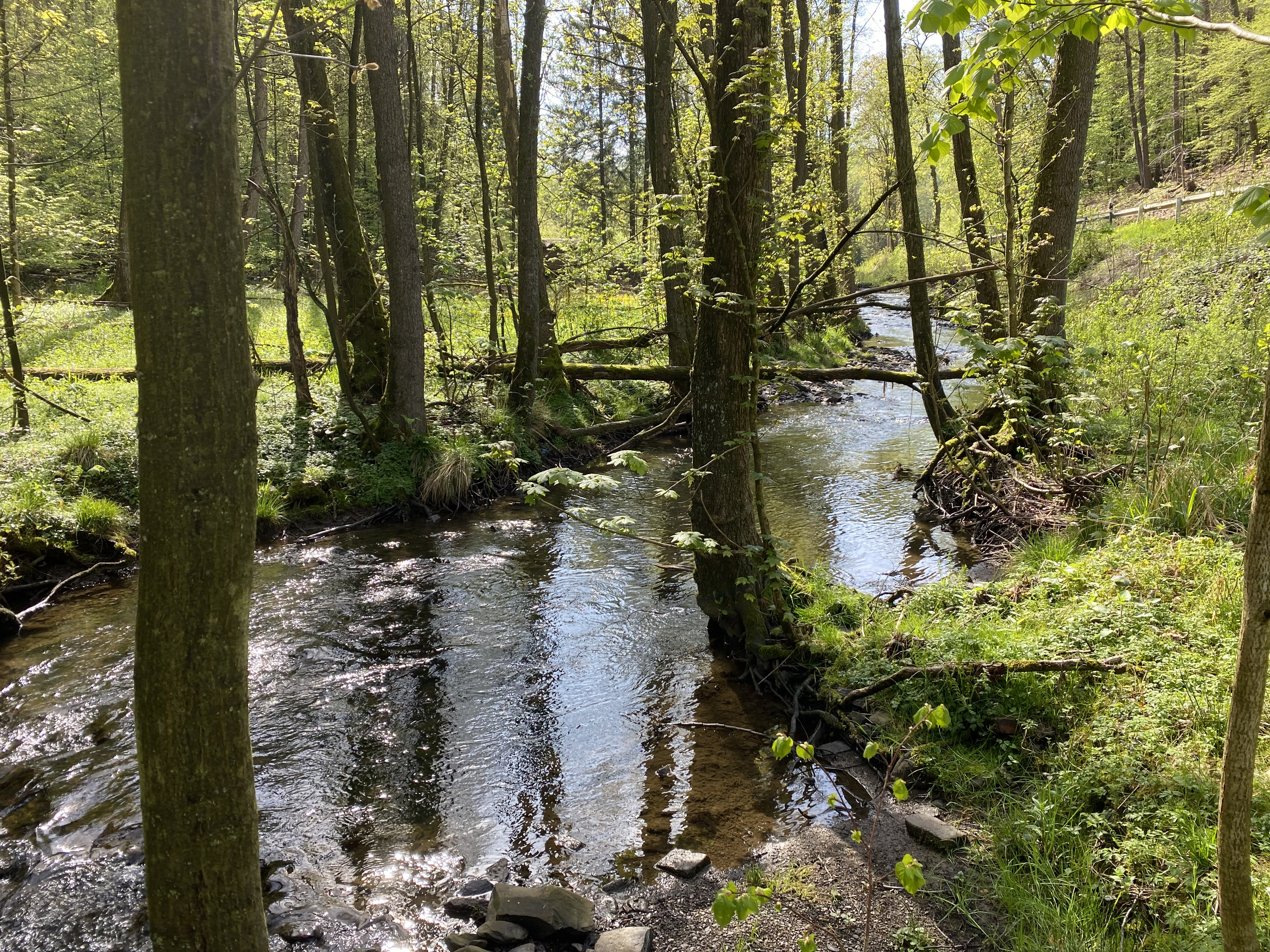
Eschbach zw. Heintjeshammer und Schlepenpohl
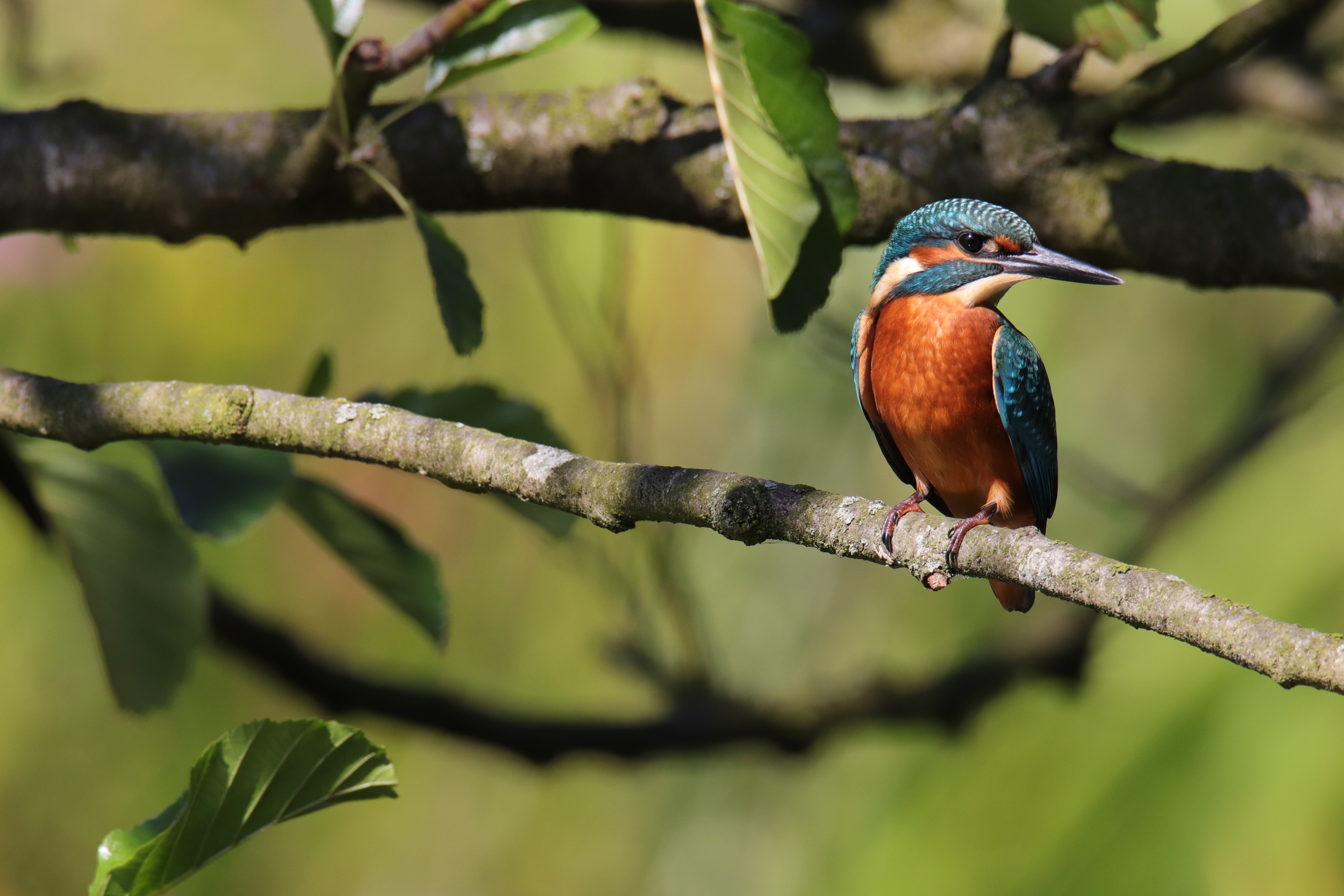
Eisvogel (Acledo atthis)
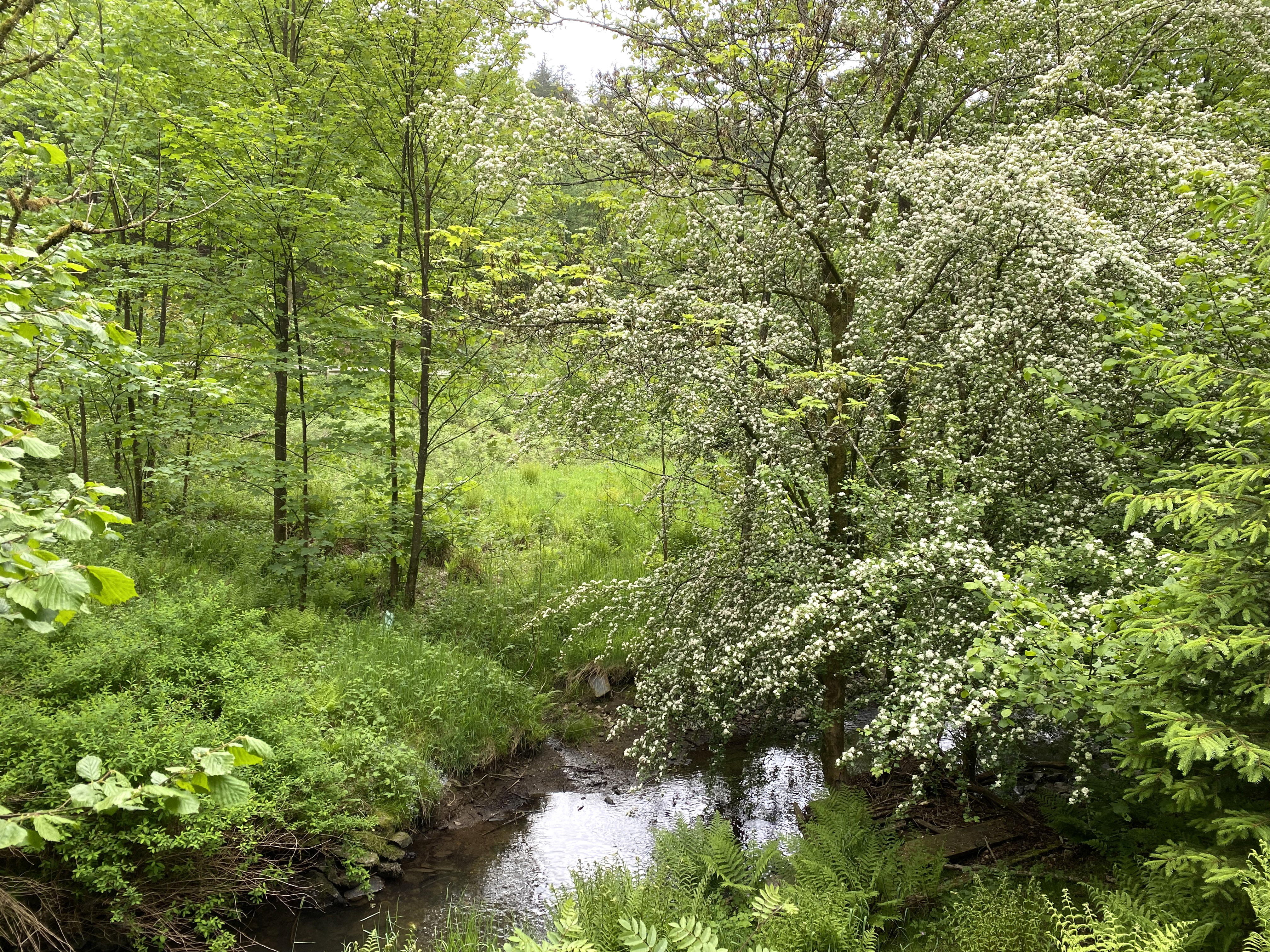
NSG Eschbachtal Nähe Heienbrucher Hammer
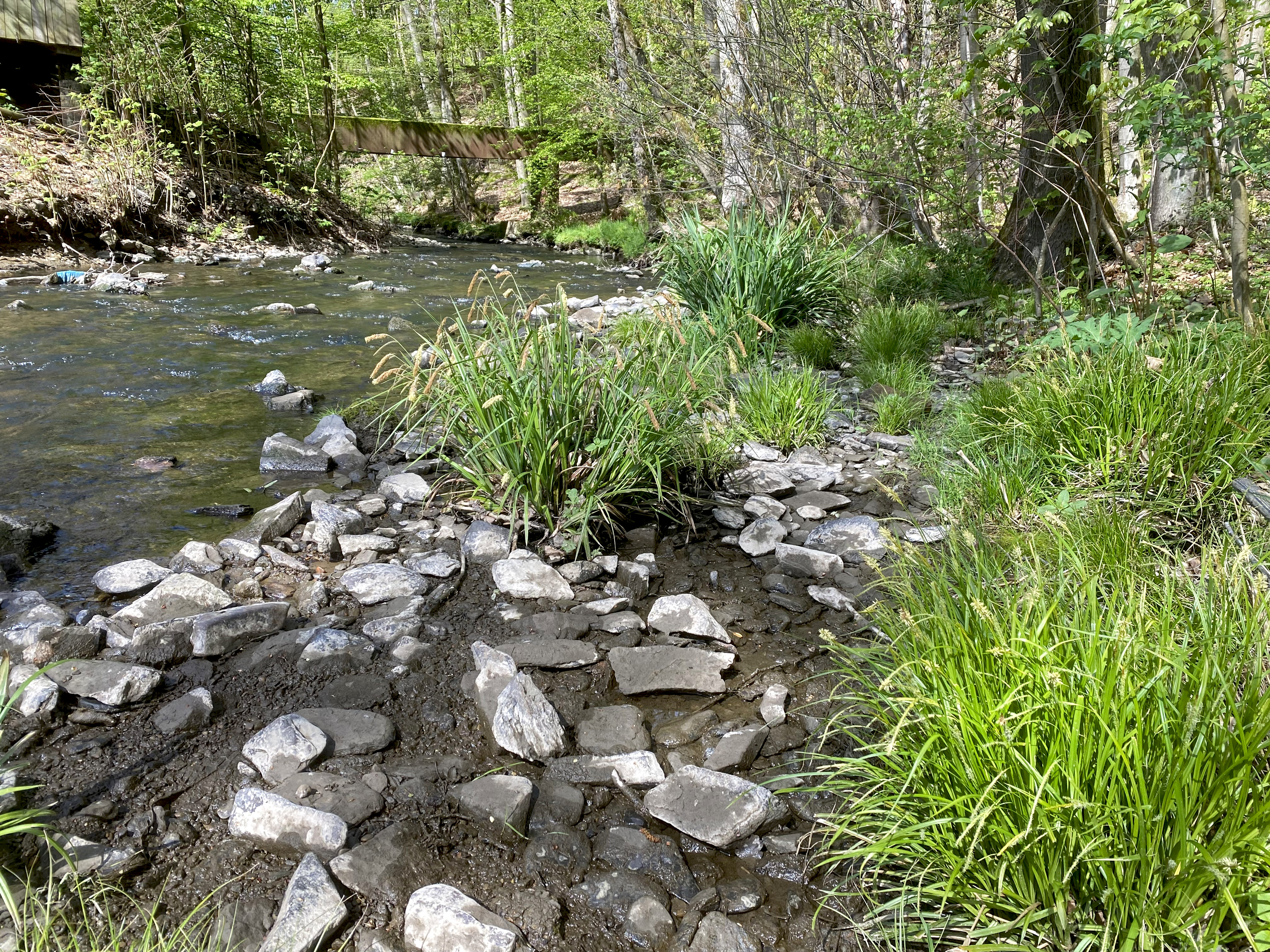
Verschiedene Seggenarten am Eschbachufer
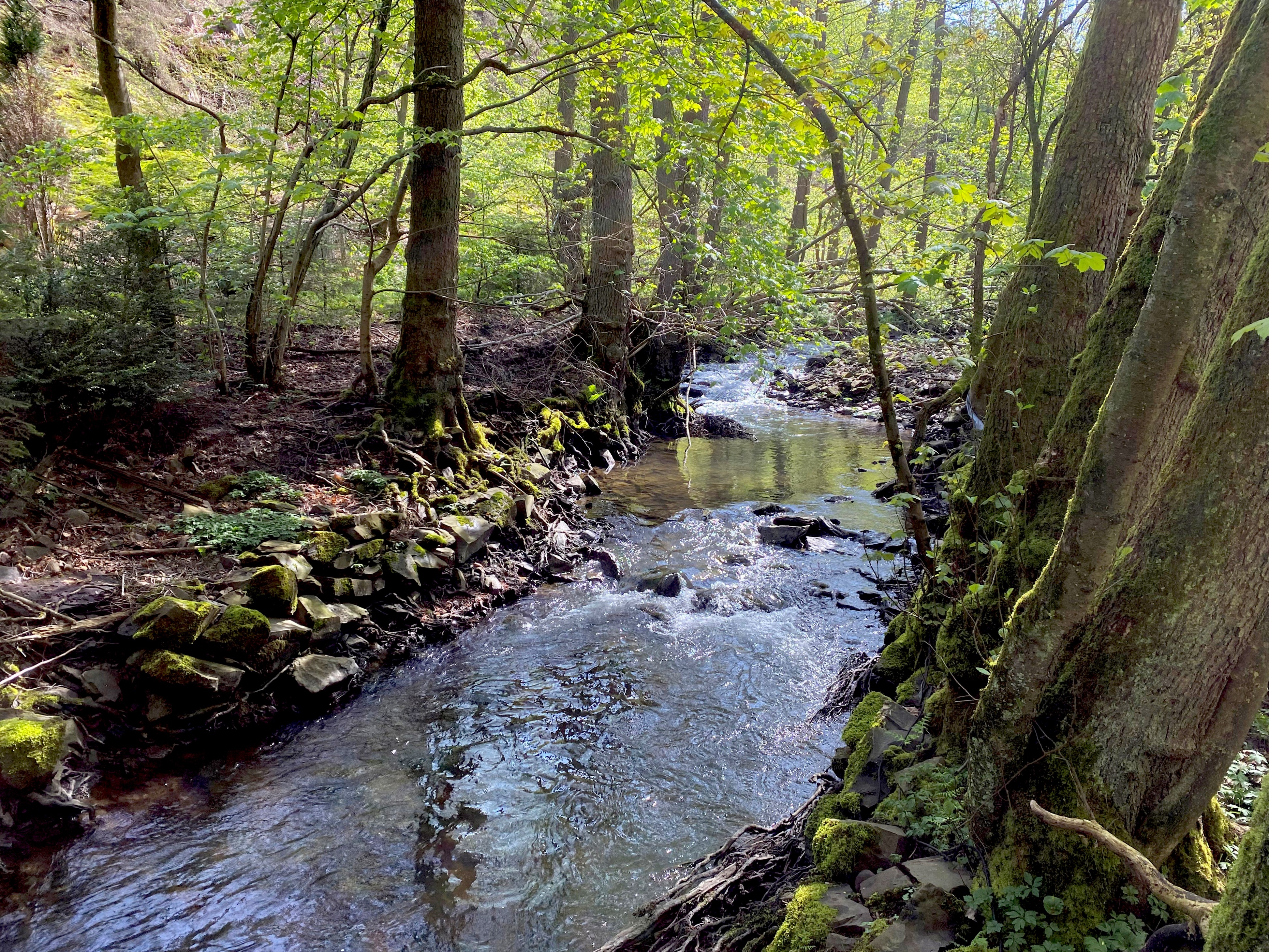
Eschbach verformt die Ufergehölze bei Schlepenpohl / Klosterwiesen
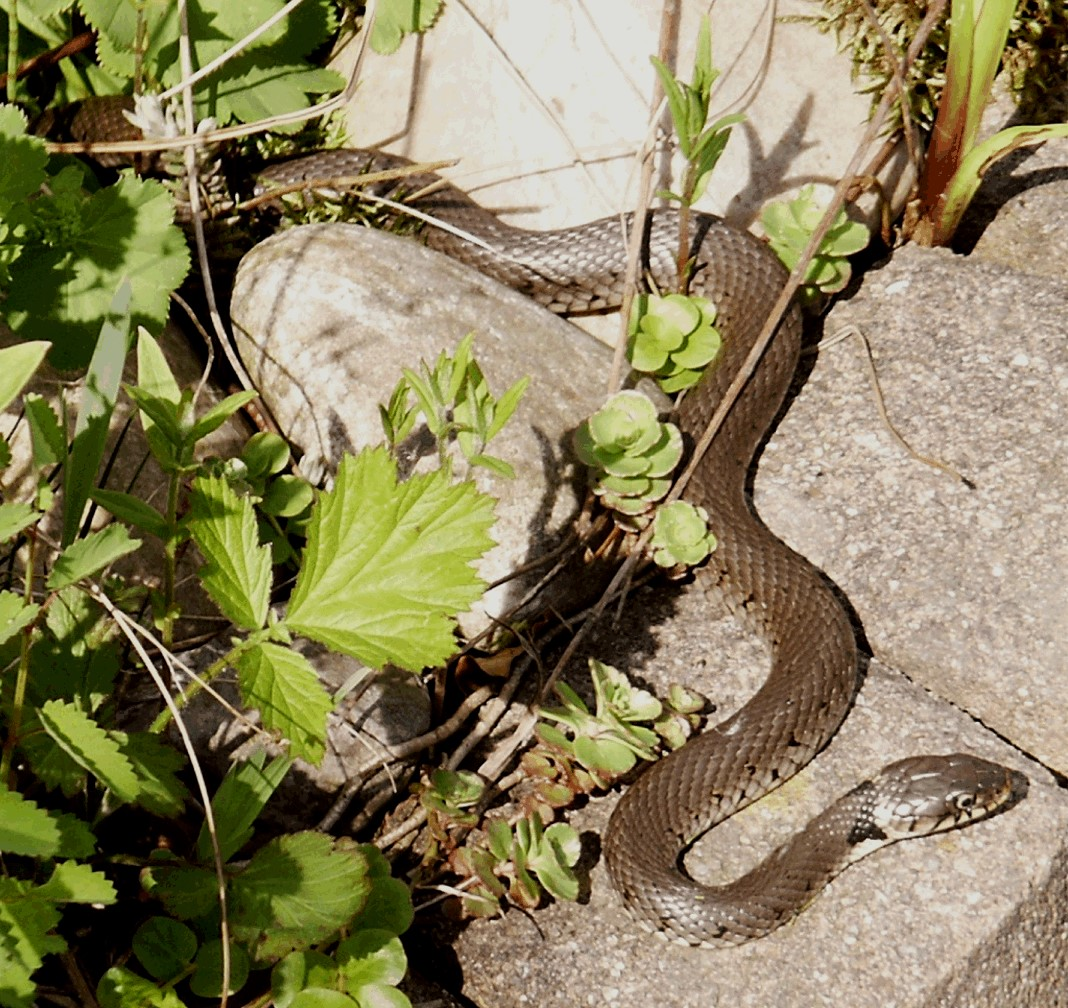
Ringelnatter (Natrix natrix)
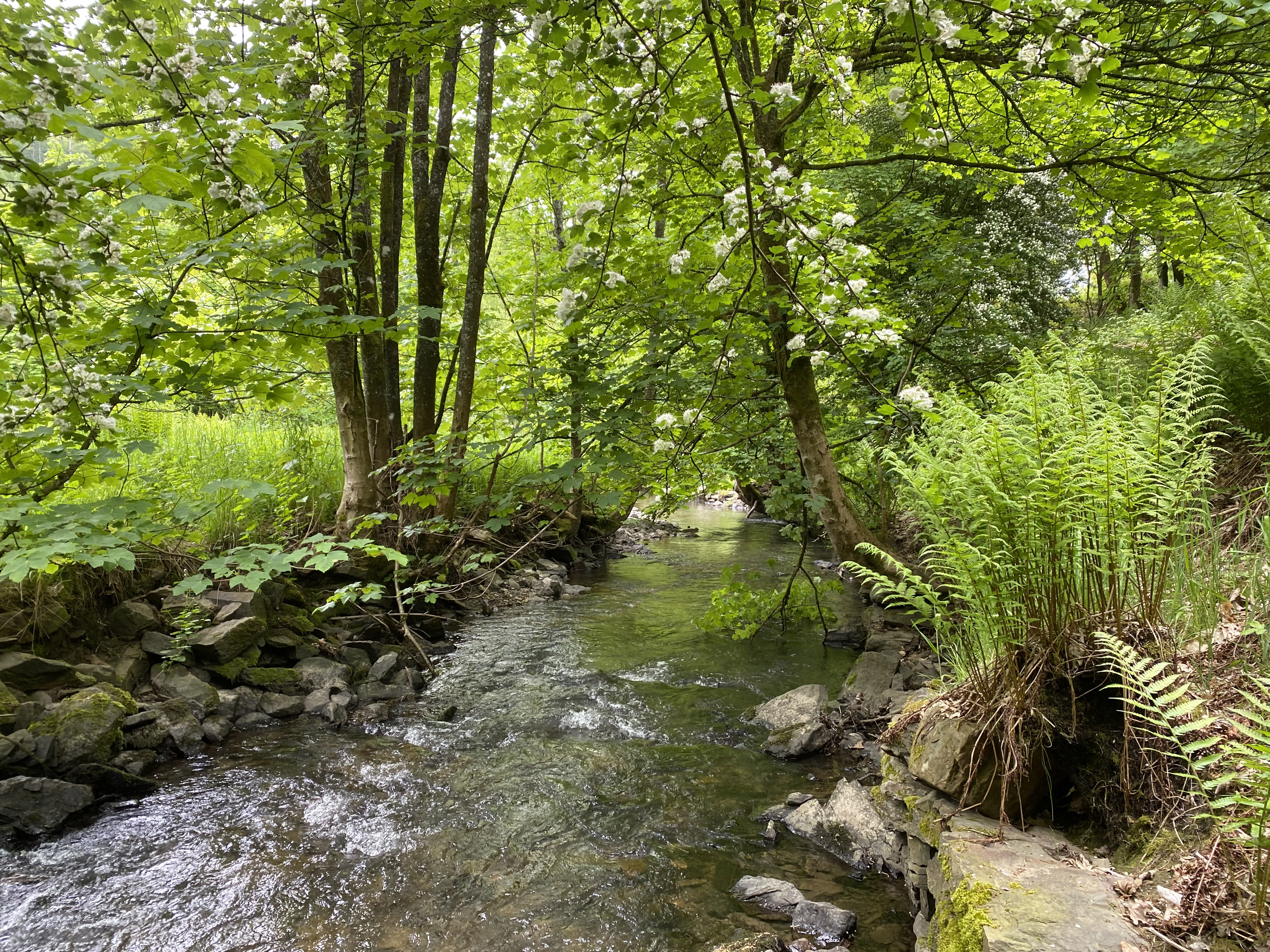
Eschbach Nähe Heienbrucher Hammer